# Уильямс, Роберт Орчард
Ро́берт О́рчард Уи́льямс (англ. Robert Orchard Williams, 1891—1967) — британский ботаник, работавший в Тринидаде и Тобаго.

## Биография
Роберт Орчард Уильямс родился 24 января 1891 года в городке Уэст-Лулуорт графства Дорсет. Учился в местной школе, затем в политехническом училище.
С 1913 года работал и учился в Королевских ботанических садах Кью, в 1916 году стал куратором.
В 1916 году Уильямс отправился на Тринидад, где стал куратором Королевских ботанических садов Порт-оф-Спейн.
С 1919 по 1921 работал директором Ботанического сада Сент-Джордж в Фредерикстеде.
В 1922 году Роберт Орчард стал директором Ботанических садов Тринидада.
В 1928 году Уильямс выпустил первую часть первого тома в будущем многотомной монографии Flora of Trinidad and Tobago. Она была посвящена порядку Лютикоцветные. Весь первый том был написан Уильямсом и Эрнестом Чизменом.
В 1933 году Роберт Уильямс был назначен королевским экономическим ботаником Тринидада, в 1934 году стал ассистентом директора сельского хозяйства по Тринидаду.
С 1935 по 1939 Роберт Уильямс работал в Палестине, после чего вернулся на Тринидад, став исполнительным директором сельского хозяйства по Тринидаду.
В 1945—1948 он был директором сельского хозяйства по Занзибару, после чего до 1959 года возглавлял компанию Clove Growers' Association.
В 1932 году Уильямс стал почётным ассоциатом Королевского садоводческого общества, в 1954 — Лондонского Линнеевского общества.
В 1959 году он был удостоен Бриллиантовой звезды Занзибара.
Скончался Роберт Орчард Уильямс в Кейптауне 28 марта 1967 года.

## Некоторые публикации
- Williams, R.O. The useful and ornamental plants of Trinidad and Tobago. — Trinidad, 1927. — 198 p.
- Williams, R.O.; et al. Flora of Trinidad and Tobago. Vols. 1—х. — Trinidad, 1928—х. — 198 p.